# خوسيه إيفاريستو
خوسيه إيفاريستو (بالإسبانية: José Evaristo Uriburu)‏ (و. 1831 – 1914 م) هو محامي، ودبلوماسي، وسياسي من الأرجنتين . ولد في سالتا . تولى منصب عضو مجلس النواب الأرجنتيني (9 مايو 1901–30 أبريل 1910).
وهو عضو في حزب الاستقلال الوطني .
توفي في بوينس آيرس .

## التعليم
تعلم في جامعة بوينس آيرس.
| المناصب السياسية      | المناصب السياسية                       | المناصب السياسية           |
| --------------------- | -------------------------------------- | -------------------------- |
| سبقه                  | عضو مجلس النواب الأرجنتيني 1901 - 1910 | تبعه                       |
| سبقه لويس ساينز بينيا | رئيس الأرجنتين 1895 - 1898             | تبعه خوليو روكا الأرجنتيني |